# 절차법
절차법(節次法)은 실체법의 운용절차, 특히 권리·의무의 실행을 목적으로 하는 법(규정)을 말한다.

## 절차법의 종류
절차법에는 소송에 관한 민사소송법·형사소송법·행정소송법과, 소송에 관계없는 비송사건 절차법·부동산 등기법·호적법이 있다. 또한 파산법은 '실체 규정'과 '절차 규정'을 함께 포함하고 있다.

## 같이 보기
- 실체법